# Кумин
Кумин (Cuminum cyminum) је скривеносеменица, пореклом са Леванта и јужне Азије. Његово семе се користи у кувању у форми целих зрна или праха. Има и лековита својства. Личи на ким, али је семе крупније и другачије ароме. Иако се сматра да је кумин користан у традиционалној медицини, не постоје висококвалитетни докази да је безбедан или ефикасан као терапеутско средство.

## Етимологија
Термин долази преко средњеенглеског и старофранцуског од латинског израза cuminum. Ово заузврат потиче од старогрчког κύμινον (kúminon), семитске позајмице повезане са хебрејским כמון (kammōn) и арапским كمون (kammun). Све ово ултиматно потиче од акадског 𒂵𒈬𒉡 (kamūnu).

## Историја
Вероватно пореклом из централне Азије, југозападне Азије или источног Медитерана, кумин се користи као зачин хиљадама година. Семе дивљег кумина ескавирано је у сада потопљеном насељу Атлит-Јам, датираном у рани 6. миленијум пре нове ере. Семе ископано у Сирији дато је у другом миленијуму пре нове ере. Оно су такође помиње у записима из неколико нивоа староегипатских археолошких налазишта Новог Краљевства. У староегипатској цивилизацији, кумин се користио као начин и као конзерванс у мумифицирању.
Кумин су у Америку увели шпански и португалски колонисти. Црни и зелени кумин се користи у персијској кухињи. Данас се ова биљка углавном узгаја на Индијском потконтиненту, северној Африци, Мексику, Чилеу и Кини. Пошто се кумин често користи као део хране за птице и извози у многе земље, биљка се може јавити као уведена врста на многим територијама.

## Култивација и продукција

### Области узгоја
Индија је највећи светски произвођач кумина, са око 70%. Остали значајне земље произвођачи кумина су Сирија (13%), Турска (5%), УАЕ (3%) и Иран. Индија је произвела 856.000 тона семена кумина у фискалној години 2020–2021.

### Климатски захтеви
Кумин је тропска или суптропска култура отпорна на сушу. Има сезону раста од 100 до 120 дана. Оптимална температура раста је између 25 и 30 °C. За његов раст најпогоднија је медитеранска клима. Узгој кумина захтева дуго, топло лето од три до четири месеца. На ниским температурама, боја листа се мења од зелене до љубичасте. Висока температура може смањити период раста и изазвати рано сазревање. У Индији се кумин сеје од октобра до почетка децембра, а берба почиње у фебруару. У Сирији и Ирану кумин се сеје од средине новембра до средине децембра (могућа су продужења до средине јануара), а бере се у јуну/јулу.

### Оцењивање
Три врсте семена кумина вредне пажње на тржишту разликују се по нијанси семена, количини уља и укусу.
- ирански
- индијски, јужноазијски
- блискоисточне

### Параметри узгоја
Кумин се узгаја из семена. Семену је потребно 2—5 °C (36—41 °F) за ницање, предлаже се оптимална температура од 20—30 °C (68—86 °F). Кумин је осетљив на оштећења од мраза, посебно у фази цветања и раног формирања семена. Методе за смањење штете од мраза су прскање сумпорном киселином (0,1%), наводњавање усева пре појаве мраза, постављање ветрозаштитних појасева или стварање ранојутарњег покривача од дима. Саднице кумина су прилично мале, а бујност им је ниска. Потапање семена 8 сати пре сетве побољшава клијање. За оптималну популацију биљака препоручује се густина сетве од 12—15 kg/ha. Пожељна су плодна, песковита, иловаста земљишта са добром аерацијом, правилном дренажом и високом доступношћу кисеоника. pH оптимум земљишта креће се од 6,8 до 8,3. Саднице кумина су осетљиве на заслањеност и ницање из тешких земљишта је прилично отежано.
За кумин се користе два начина сетве, емисиона и линијска сетва. За раширену сетву, поље се дели на леје и семе се равномерно размешта у тим лејама. Након тога се оне прекривају земљом помоћу грабуља. За линијску сетву, плитке бразде се припремају кукама на растојању од 20 до 25 cm (8 до 10 инча). Семе се затим ставља у ове бразде и прекрива земљом. Линијска сетва нуди предности за интеркултуралне операције као што су плевљење, окопавање или прскање. Препоручена дубина сетве је 1–2 cm, а препоручена густина сетве је око 120 биљака по m2. Потребе за водом за кумин су ниже него код многих других врста. Упркос томе, кумин се често наводњава након сетве како би се осигурало да има довољно влаге за развој садница. Количина и учесталост наводњавања зависе од климатских услова.

### Управљање узгојем
Релативна влажност у центру места порекла кумина је прилично ниска. Висока релативна влажност (тј. влажне године) фаворизује гљивичне болести. Кумин је посебно осетљив на патоген Alternaria и гљивице рода Fusarium. Рано посејани усеви показују јаче дејство болести од касно посејаних усева. Најважнија болест је фузариозно увенуће, што доводи до губитка приноса и до 80%. Fusarium се преноси семеном или земљом и захтева различите температуре земљишта за развој епидемија. Неадекватно ђубрење може погодовати Fusarium епидемијама. Пегавост кумина (Alternaria) се јавља у виду тамносмеђих пега на листовима и стабљикама. Када је после цветања облачно време, инциденција болести је повећана. Друга, али мање важна, болест је пепелница. Учесталост пепелнице у раном развоју може проузроковати драстичне губитке приноса, јер се семе не формира. Касније у развоју, пепелница изазива обезбојење, ситно семе.
Отворена крошња кумина је још један проблем. Само мали део долазног светла се апсорбује. Индекс површине листова кумина је низак (око 1,5). Ово може бити проблем, јер коров може да се такмичи са кумином за есенцијалне ресурсе као што су вода и светлост и самим тим умањи принос. Спор раст и низак раст кумина додатно погодује конкуренцији корова. За сузбијање корова потребна су два окопавања и плевљења (30 и 60 дана након сетве). Током првог окопавања корова (30 дана након сетве) треба извршити и проређивање, како би се уклониле сувишне биљке. Употреба хербицида пре садње или пре ницања је веома ефикасна у Индији, али ова врста примене хербицида захтева влажност земљишта за успешну контролу корова.

### Узгој
Кумин је диплоидна врста са 14 хромозома (тј. 2n = 14). Хромозоми различитих варијанти имају морфолошке сличности без изразитих варијација у дужини и запремини. Већина варијанти које су данас доступне су селекције. Варијабилности приноса и компоненти приноса су велике. Сорте се развијају упаривањем у затвореним коморама или биотехнологијом. Кумин је унакрсни опрашивач, односно расе су већ хибриди. Стога, методе које се користе за узгој су ин витро регенерације, ДНК технологије и трансфери гена. Ин витро култивација кумина омогућава производњу генетски идентичних биљака. Главни извори експлантата који се користе ин витро регенерације су ембриони, хипокотил, интернодије изданака, листови и котиледони. Један од циљева узгоја кумина је побољшање његове отпорности на биотичке (гљивичне болести) и абиотичке (хладноћа, суша, сланост) стресове. Потенцијална генетска варијабилност за конвенционални узгој кумина је ограничена, а истраживања о генетици кумина су оскудна.